# Giacomo Bozzano
Giacomo Bozzano, detto Mino (Sestri Levante, 12 aprile 1933 – Rapallo, 21 novembre 2008), è stato un pugile italiano, medaglia di bronzo nei pesi massimi ai Giochi Olimpici di Melbourne 1956. Tra i professionisti vanta un successo sullo statunitense Joey Maxim, uno dei più grandi pesi mediomassimi di tutti i tempi.

## Biografia

### Carriera da dilettante
Iniziò a praticare il pugilato presso l'allora palestra Aurora Chiavari, oggi "Tito Copello", di Chiavari, dove si allenò per quasi tutta la sua carriera ed oltre. 
Vinse la medaglia d'argento ai Campionati mondiali militari nel 1956, a Napoli, nella categoria dei pesi massimi. 
Conquistò la medaglia di bronzo ai Giochi Olimpici di Melbourne 1956. Batté ai punti il finlandese Ilkka Koski e il tedesco Ulrich Nitzschke ma perse in semifinale dal sovietico Lev Muchin, per KO al 3º round. Entrò tra i professionisti l'anno successivo. 

### Carriera da professionista
Fra i pro, pur non avendo mai conquistato alcun un titolo, Bozzano è stato uno dei pugili italiani più celebri degli anni '50 e '60. Il 16 ottobre 1957, a Milano, batté ai punti l'ex campione italiano Uber Bacilieri. Il 27 aprile 1958, al Palalido, superò ai punti l'ex campione mondiale dei mediomassimi, l'italo-americano Joey Maxim, in uno degli ultimi incontri della carriera. Il 7 settembre successivo sconfisse l'ex campione europeo dei massimi Francesco Cavicchi, per KO all'8º round .
Cominciò a farsi largo a suon di KO. A questo proposito rimase memorabile l'incontro a Milano, il 29 ottobre 1958 contro lo statunitense Sifa Kivalu. Bozzano vinse per Kot al sesto round dopo che, a causa dei colpi, entrambi gli atleti erano finiti al tappeto e dovettero essere portati in ospedale.
Conseguì la prima sconfitta in uno dei suoi pochi incontri all'estero, al Westfalenhalle di Dortmund, il 5 novembre 1959. Fu messo al tappeto sino al conto totale da Hans Kalbfell, all'ottava ripresa. Perse ancora ai punti contro Gerard Zech, al Padiglione 3 della Fiera di Milano, il 7 dicembre 1960. 
Ottenne l'unica chance di diventare campione d'Italia il 13 ottobre 1962. Fu sconfitto per Kot alla terza ripresa da Santo Amonti e, a soli ventinove anni si ritirò dal pugilato, dopo aver sostenuto 34 incontri di cui 31 vinti e tre persi.

### Vicende dopo il ritiro
Bozzano aprì un ristorante insieme alla moglie Kristina, ma rimase molto vicino al mondo della boxe, tanto che negli Anni '90 fece notizia quando, dalla platea del Maurizio Costanzo Show, sfidò Francesco Damiani.
Nel 1998 il suo locale fallì e il 30 aprile 2005 venne aggredito per motivi oscuri da un operaio trentenne. Da allora non riuscì più a riprendere conoscenza e l'ex-collega Lorenzo Lenzini dovette chiedere un aiuto alla Federazione Pugilistica Italiana per aiutarlo a sostenere le costose cure cui dovette essere sottoposto
È morto il 21 novembre 2008 a 75 anni in una clinica privata a Rapallo. Dal 24 novembre 2008 riposa in Chiavari, città nella quale risiedeva.